# Прапор Марій Ел

Прапор Республіки Марій Ел

Прапор Республіки Марій Ел (2006—2011)

Прапор Республіки Марій Ел є державним символом Марійської Республіки. Прийнятий Парламентом Республіки 30 листопада 2006 року.

## Опис
Державний прапор Республіки Марій Ел являє собою прямокутне полотнище зі співвідношенням ширини до довжини 2:3, розділене по горизонталі на три смуги: верхню — синю, середню — білу, нижню — темно-червону, у співвідношенні 3:4:3. У центрі білої смуги зображений темно-червоний марійський хрест, по висоті складовий 1/3 висоти прапора.